# Aeromarítima Mallorquina
Aero Marítima Mallorquina, S.A. (también conocida por sus siglas CAMSA) fue una compañía pionera de transporte aéreo en Baleares, fundada en marzo de 1921 en Palma de Mallorca con el objetivo principal de establecer un servicio regular de correo aéreo entre la isla de Mallorca y la península ibérica.

## Historia
La empresa fue promovida por el piloto Manuel Colomer Llopis, quien ejerció como jefe de pilotos y responsable de operaciones, con el respaldo financiero del empresario mallorquín José Tous Ferrer. Su fundación coincidió con el auge del hidroavión como medio de transporte en el mar Mediterráneo, especialmente para rutas insulares.
El 31 de mayo de 1921 llegó a Palma el primer hidroavión de la compañía, un Savoia S-16 bautizado como Mallorca, procedente de Sesto Calende (Italia) y pilotado por el propio Colomer. El vuelo incluyó escalas en San Remo, Cette (Francia) y Barcelona, y transportó la primera carga postal de prueba con destino a la isla. El aparato fue bendecido oficialmente el 2 de junio y empleado en vuelos publicitarios y de demostración.
El Ministerio de Fomento autorizó el 5 de noviembre de 1921 la apertura de la línea regular Palma–Barcelona. Con ese fin, CAMSA incorporó tres hidroaviones Macchi M.18, bautizados como Barcelona, Menorca e Ibiza, además de otra aeronave Savoia y una réplica local denominada Ramón Llull

## Operaciones
La ruta Palma–Barcelona estaba orientada al transporte postal y de pasajeros, con una frecuencia condicionada por las condiciones meteorológicas y la disponibilidad técnica de las aeronaves. El servicio se enfrentó a dificultades desde el inicio, incluyendo retrasos en permisos, averías y limitaciones técnicas propias de la aviación de la época.

## Accidentes e incidentes
En abril de 1922, uno de los hidroaviones de la compañía sufrió un accidente en el que desapareció Manuel Colomer. Este hecho, sumado a problemas financieros y operativos, impidió la recuperación de la empresa, que cesó sus operaciones ese mismo año.

## Legado
A pesar de su corta existencia, Aero Marítima Mallorquina está considerada como una de las pioneras de la aviación comercial en Baleares y en España. En 2021, con motivo de su centenario, se realizaron diversos actos conmemorativos y publicaciones que recordaron su papel en el desarrollo del transporte aéreo en el archipiélago.
[[Categoría:Historia de la aviación en España]]